# NGC 3807
NGC 3807 é uma estrela na direção da constelação de Leo. O objeto foi descoberto pelo astrônomo William Parsons em 1856, usando um telescópio refletor com abertura de 72 polegadas. 